# إزالة الجليد

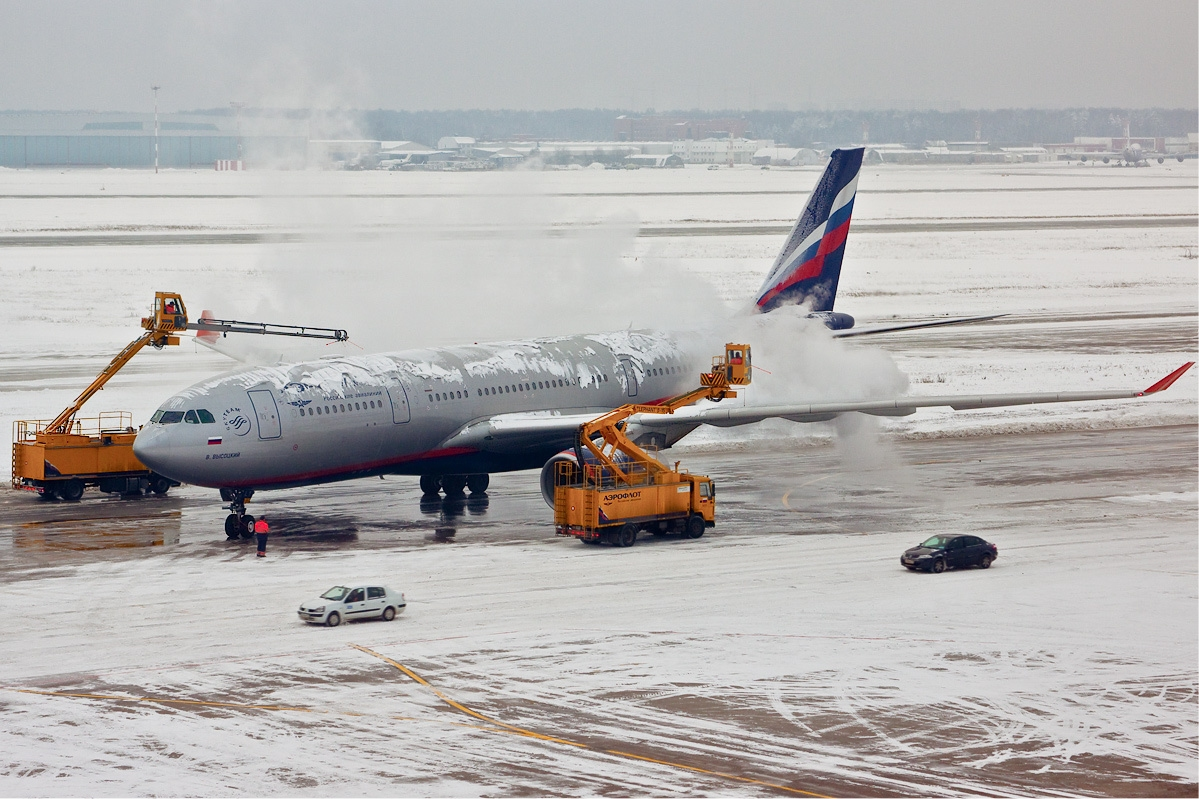
إزالة الجليد عن طائرة إيرباص إيه 330 تابعة لشركة إيروفلوت في مطار شيريميتييفو الدولي.

إزالة الجليد أو الزَّجْلَدة هي علمية إزالة الثلج أو الجليد أو الصقيع المتراكم على السطوح، وعملية منع التجمد تعني استخدام مواد كيميائية لا تعمل على إذابة الجليد من السطوح فحسب، بل تبقى أيضًا على السطح وتبطئ عملية التجمد لفترة معينه من الوقت أو تمنع التصاق الثلج لجعل عملية إزالة الجليد الميكانيكية أسهل.

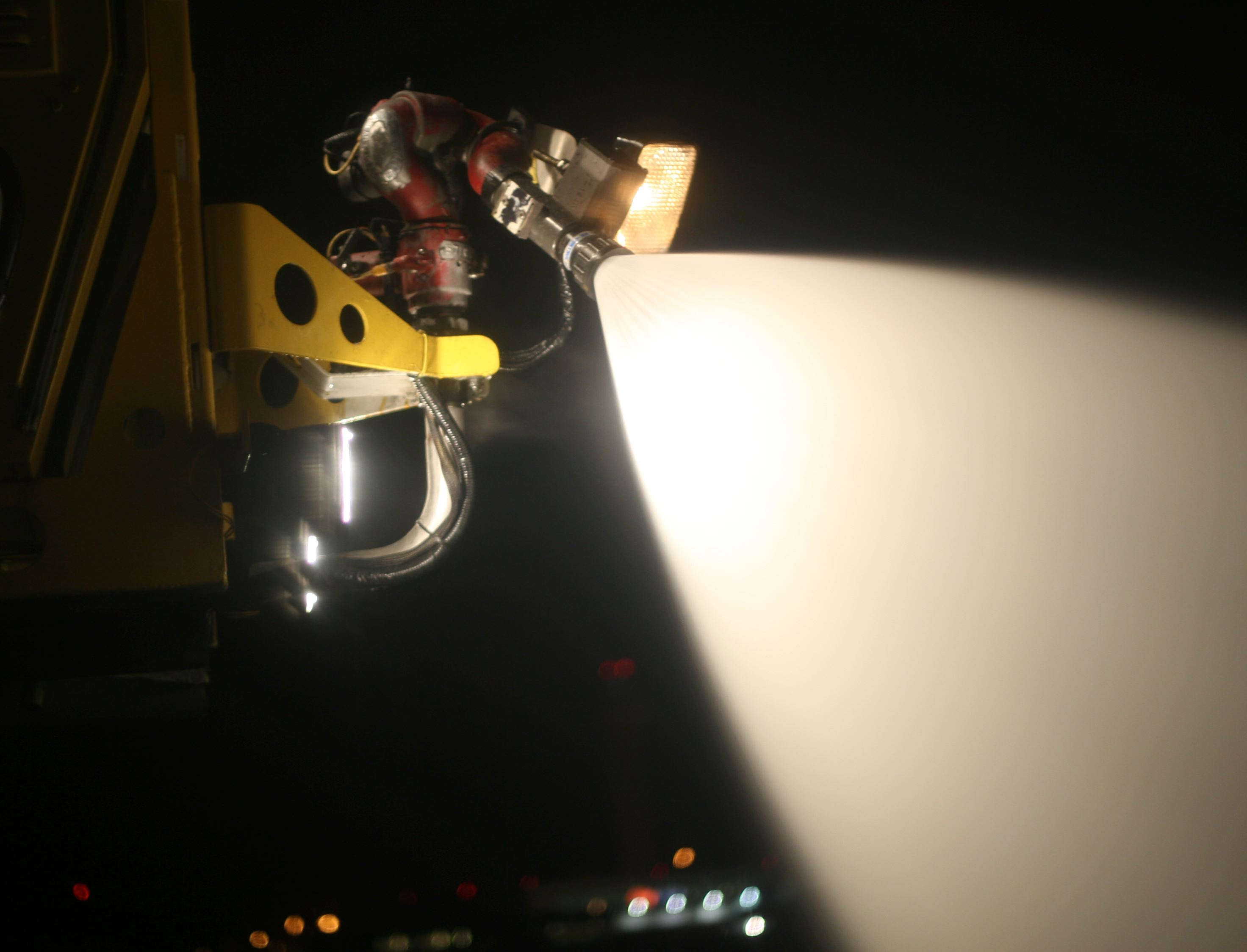
رش مزيل الجليد في مطار مدينة سولت ليك عام 2010

## الأساليب
يمكن تحقيق عملية إزالة الجليد بطرق ميكانيكية (مثل الكشط والدفع) عن طريق استعمال الحرارة باستخدام المواد الكيميائية الجافة أو السائلة المصممة لخفض درجة تجمد الماء (مثل الأملاح أو المحاليل الملحية المختلفة والكحول والجليكول) أو من خلال مجموعة من هذه التقنيات المختلفة.

### القطارات والسكك الحديدية
تواجه مناطق القطب الشمالي مشاكل كبيرة مع تراكم الثلوج والجليد في القطارات أو السكك الحديدية لأنهما يحتاجان إلى مصدر حرارة ثابت في الأيام الباردة لضمان عملهما، وفي القطارات تتطلب المكابح ونظام التعليق والمقرنات سخانات لإزالة الجليد، أما في السكك الحديدية فتتطلب سخانات لإزالة الجليد لأنها حساسة للجليد، وتعمل هذه السخانات الكهربائية ذات الطاقة العالية على منع تكوّن الثلج وتذويب أي ثلج يتشكل بسرعة، فيفضل أن تكون السخانات مصنوعة من مادة بي تي سي (مثل مطاط بي تي سي) لتجنب السخونة الزائدة والتلف المحتمل حدوثه للسخانات، وهذه السخانات ذاتية التحكم ولا تحتاج إلى إلكترونيات تنظيمية؛ لأن لا يمكن أن ترتفع درجة حرارتها بشكل زائد ولا تحتاج إلى حماية من السخونة الزائدة.

### الطائرات

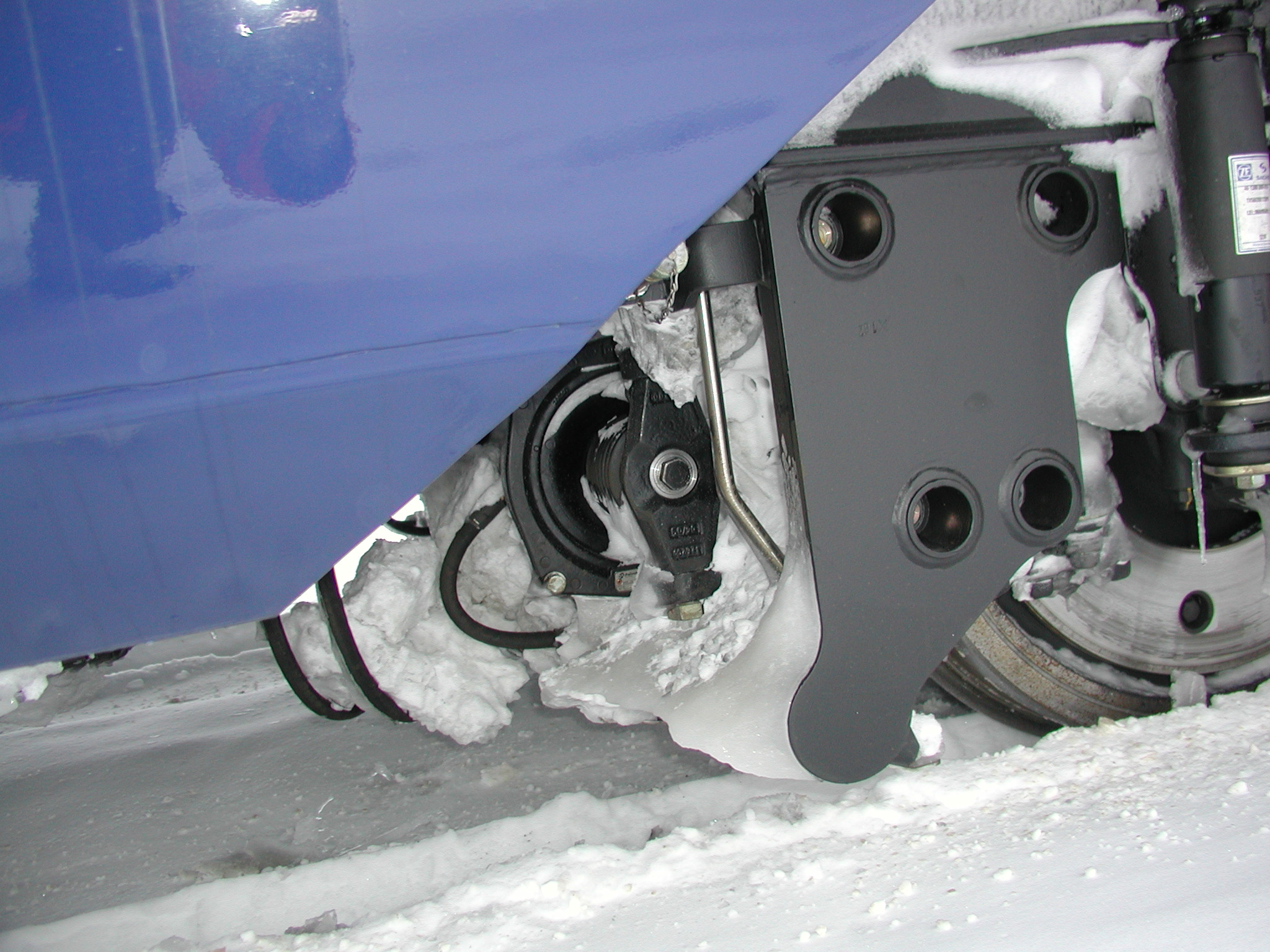
تراكم الجليد في مكابح القطار قد يعرض فعالية ضغط المكابح للخطر

يُزال الجليد من الطائرات عندما تكون هناك حالات تجمد وهطول الأمطار، وتتداخل الملوثات المجمدة مع الخصائص الديناميكية الهوائية للمركبة وعلاوة على ذلك يمكن أن يسبب الجليد المُزال في تلف المحركات، وعادة ما تحتوي السوائل المستخدمة في إزالة الجليد من جلايكول يتكون من صبغة وعناصر لحماية السطح المعدني، وتستخدم المكثفات لمساعدة عناصر إزالة الجليد على الالتصاق بجسم الطائرة، ومازالت سوائل إيثيلين جلايكول مستخدمة في إزالة الجليد من الطائرات في بعض أنحاء العالم لأنها تتميز بدرجة حرارة تشغيل أقل من بروبيلين جلايكول، ولكن بروبيلين جلايكول شائع لأنه أقل سُميّة من إيثيلين جلايكول، وعند تطبيقه لا تلتصق معظم سوائل إزالة الجليد بسطح الطائرة وتسقط على الأرض، وعادة تستخدم المطارات أنظمة احتواء لتمنع السائل المستخدم من التسرب إلى المجاري المائية والأرضية، وعلى الرغم أن بروبيلين جلايكول مُصنّف على أنه غير سام إلا أنه يلوّث الممرات المائية لأنه يستهلك كميات كبيرة من الأكسجين أثناء تحلله مما يؤدي إلى اختناق المخلوقات الحية.

### إزالة الجليد بالتسخين بالأشعة تحت الحمراء

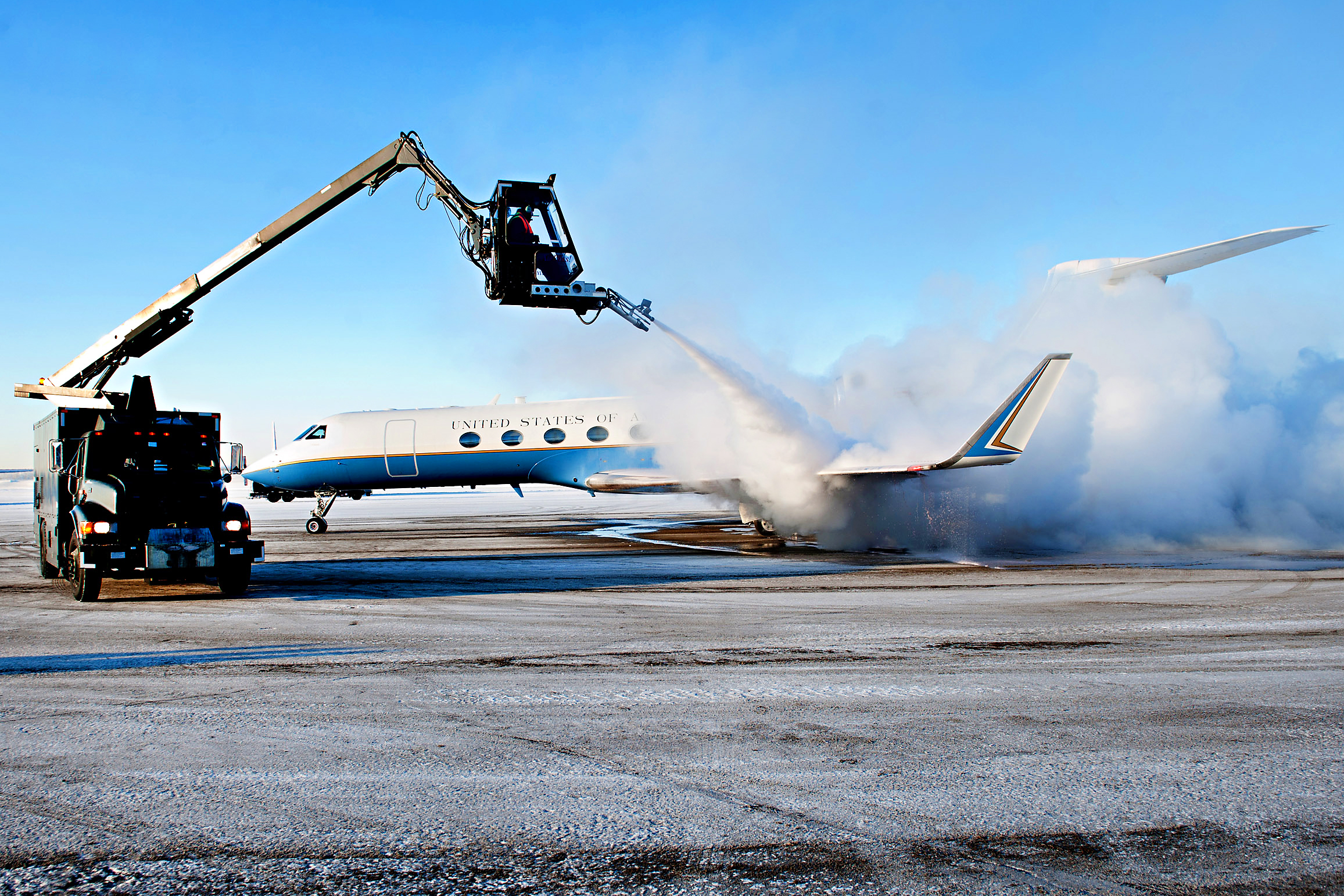
جليد يُزال من طائرة جلف ستريم الأمريكية قبل مغادرتها من الاسكا في يناير 2012

طُوِّر التسخين المباشر بالأشعة تحت الحمراء كتقنية لإزالة الجليد من الطائرات، وآلية نقل هذه الحرارة هي أسرع بكثير من نقل الحرارة التقليدية المستخدمة في عملية إزالة الجليد التقليدية (الحمل والتوصيل الحراري) بسبب تأثير تبريد الهواء على رذاذ سائل إذابة الجليد، ويتطلب نظام إزالة الجليد بالأشعة تحت الحمراء أن تتم عملية التسخين داخل حظيرة طائرات مصنوعة خصيصًا لهذه العملية، ولكن كان لهذا النظام اهتمام محدود بين مشغلي المطارات بسبب المساحة المتطلبة لحظيرة الطائرات والمتطلبات اللوجستية، واستخدم هذا النوع من نظام إزالة الجليد بالأشعة تحت الحمراء في الولايات المتحدة على نطاق محدود في مطارين كبيرين من مطارات المراكز ومطار تجاري واحد، ويستخدم نظام آخر للأشعة تحت الحمراء وحدات تسخين محمولة على شاحنة بحيث أنه لا يتطلب استخدام حظائر الطائرات، وتدّعي الشركة المصنعة أن النظام يمكن استخدامه لكل من الطائرات ثابتة الجناحين والمروحيات ولكنها لم تذكر أي حالات عن استخدامه على الطائرات التجارية.

### رصيف المطار

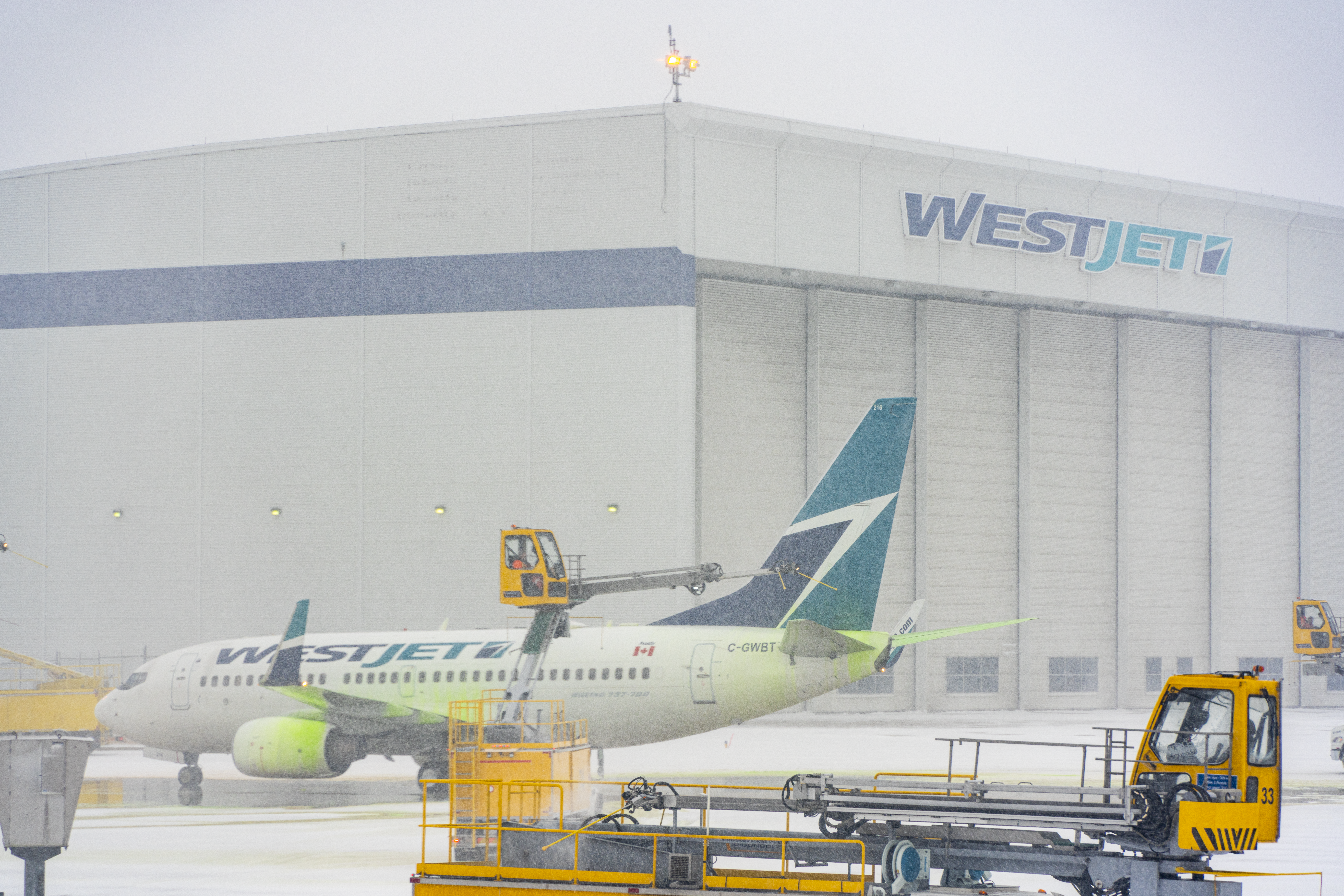
طائرة ويست جيت 737-700 يُزال منها الجليد في تورونتو

قد تتضمن عمليات إزالة الجليد من رصيف المطار (المدارج والممرات ومواقف الطائرات وجسور الطائرات) عدة أنواع من المنتجات الكيميائية السائلة والصلبة بما في ذلك من بروبيلين جلايكول وإيثيلين جلايكول ومركبات عضوية أخرى، ولا تستخد المركبات التي تحتوي على الكلوريد (مثل الملح) في المطارات بسبب تأثيرها الأكّال على الطائرات والمعدات الأخرى، واستخدمت أيضا مخاليط اليوريا لإزالة الجليد من رصيف المطار بسبب تكلفتها المنخفضة، ولكن اليوريا تُسبب تلوث كبير في المجاري المائية والحياة البرية لأنها تتحلل إلى الأمونيا بعد استخدامها لذلك قامت المطارات الأمريكية بالتخلص منها بشكل تدريجي، وفي عام 2012 منعت وكالة حماية البيئة الأمريكية استخدام مزيلات جليد تحتوي على اليوريا في معظم المطارات التجارية.

### الطرق
في عام 2013 اُستخدم ما يقدّر ب14 مليون طن من الملح لتذويب الجليد من الطرق في أمريكا الشمالية، ويُزال الجليد من الطرق بشكل تقليدي باستخدام الملح عن طريق كاسحة الثلوج أو شاحنات التفريغ المصممة لنشر الملح الممزوج بالرمل والحصى على الطرق الزَّلِقة، وعادة ما يُستخدم كلوريد الصوديوم (الملح الصخري) لأنه غير مكلّف ومتوفر بكميات كبيره ومن السهل الحصول عليه، ومع ذلك نظرا لأن الماء المالح يتجمد عند درجة حرارة (-18 مئوية أو صفر فهرنهايت) فلا يصبح له فائدة عندما تنخفض درجة الحرارة إلى هذه النقطة، وأيضا لديه نزعة قوية تسبب التآكل والصدأ للفولاذ المستخدم في معظم المركبات وحديد التسليح في الجسور الخرسانية، واعتمادًا على تركيزه يمكن أن يكون سامًا لبعض النباتات والحيوانات لذلك انتقلت بعض المناطق الحضرية بعيدا بسببه، وتستخدم أحدث أنواع مذوبات الثلوج أملاح أخرى مثل كلوريد المغنيسيوم التي لا تعمل فقط على خفض درجة تجمد الماء إلى درجة حرارة أقل ولكنها أيضا تنتج تفاعل ناشر للحرارة، وهي أكثر أمانًا إلى حد ما للأرصفة ولكن يجب إزالة الفائض منها. وفي الآونة الأخيرة طُوّرت مُركبات عضوية تقلل من المشاكل البيئية المرتبطة بالأملاح التي لها آثار متبقية عند الانتشار في الطرق وعادةً ما تكون مرتبطة بمحلول ملحي أو مواد صلبة، وغالبا تُنشأ هذه المركبات كمنتجات ثانوية للعمليات الزراعية مثل تكرير بنجر السكر أو عملية التقطير التي تنتج الإيثانول، والمركبات العضوية الأخرى هي رماد الخشب وملح إزالة الجليد ويسمى بأستيتات الكالسيوم والمغنيسيوم المصنوعة من العشب الموجود بجانب الطرق أو حتى نفايات المطبخ، وبالإضافة إلى ذلك يؤدي مزج الملح الصخري الشائع مع بعض المركبات العضوية إلى مواد قابلة للانتشار تكون فعالة لدرجات حرارة أكثر برودة (-34 درجة مئوية أو -29 درجة فهرنهايت) وكذلك بمعدلات انتشار منخفضة لكل وحدة مساحة، وقد استخدمت أنظمة الطرق الشمسية للحفاظ على أسطح الطرق فوق نقطة تجمد المياه، وتستخدم مجموعة من الأنابيب الموجودة في سطح الطرق لجمع الطاقة الشمسية في الصيف ونقل الحرارة إلى المخازن الحرارية وإعادة الحرارة إلى الطرق في الشتاء للحفاظ على السطح فوق درجة حرارة (صفر مئوية أو 32 فهرنهايت)، ويتجنب هذا الشكل الآلي من جمع الطاقة المتجددة وتخزينها وتوصيلها المشاكل البيئية المتعلقة باستخدام الملوثات الكيميائية.

### مزيلات الجليد الكيميائية
تشترك جميع مزيلات الجليد الكيميائية في آلية عمل مشتركة، فهي كيميائيا تمنع جزيئات الماء من الترابط فوق درجة حرارة معينه تعتمد على التركيز، ودرجة الحرارة هذه أقل من صفر درجة مئوية وهي نقطة تجمد الماء النقي، وبعض الأحيان يكون هناك تفاعل طارد للحرارة يسمح بقوة ذوبان كبيرة، وتحتوي القائمة التالية على المواد الكيميائية المستخدمة لإزالة الجليد الأكثر شيوعا وصيغها الكيميائية:

### الأملاح الغير عضوية
- كلوريد الصوديوم (NaCl أو ملح الطعام هو أكثر المواد الكيميائية شيوعا لإزالة الجليد)
- كلوريد المغنسيوم (MgCl2غالبا ما يضاف إلى الملح ليخفض درجة حرارة عمله)
- كلوريد الكالسيوم (CaCl2 غالبا ما يضاف إلى الملح ليخفض درجة حرارة عمله)
- كلوريد البوتاسيوم (KCI)

### المركبات العضوية
- أسيتات الكالسيوم والمغنسيوم (CaMg2(CH3COO)6)
- أستيات البوتاسيوم (CH3COOK)
- فورمات البوتاسيوم (CHO2K)
- فورمات الصوديوم (HCOONa)
- فورمات الكالسيوم (Ca(HCOO)2)
- اليوريا (CO(NH2)2) سماد شائع
- المنتجات الثانوية الزراعية (تستخدم بشكل عام كمضافات لكلوريد الصوديوم)

### الكحول والديول والبوليول
(هذه عناصر مضادة للتجمد ونادرًا ما تستخدم في الطرق)
- الميثانول (CH4O)
- إيثيلين جلايكول (C2H6O2)
- بروبيلين جلايكول (C3H8O2)
- جليسرول (C3H8O3)

## أنواع السوائل

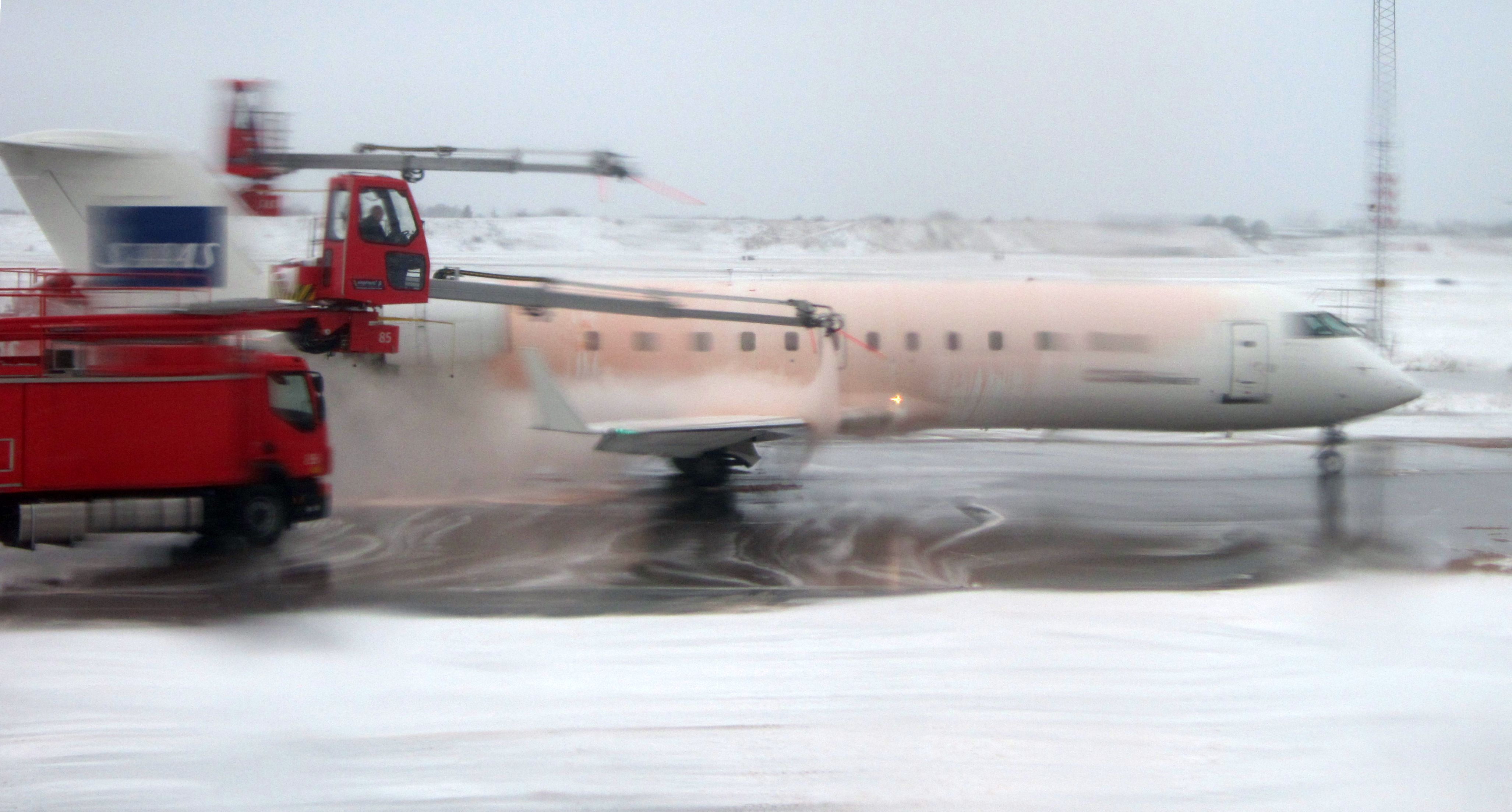
طائرة يزال منها الجليد في مطار كوبنهاغن بسائل برتقالي اللون

هناك أنواع من سوائل إزالة الجليد من الطائرات وتنقسم إلى فئتين أساسيتين:
سوائل إزالة الجليد: جلايكول ساخن مخفف بالماء لإزالة الجليد والثلج والصقيع ويشار إليه أيضا بالسوائل النيوتونية (بسبب تدفقها اللزج المشابه للمياه).
سوائل مضادة للجليد: بروبلين جلايكول غير المسخن وغير المخفف القائم على السوائل التي تم تكثيفها (مثل نصف مجموعة من الجيلاتين) ويشار إليها أيضًا بالسوائل غير النيوتونية (بسبب تدفقها اللزج المميز) وتوضع لتمنع الثلج المتساقط أو الجليد من التراكم، وتوفر السوائل المضادة للجليد حماية من تراكم الجليد أثناء توقف الطائرة على الأرض، ولكن عند تعرضها لقوة قص مثل تدفق الهواء على سطح السائل أو عندما تتسارع الطائرة عند الإقلاع فإن انسياب السوائل يتغير ويصبح أرَق بشكل كبير ويترك سطح ديناميكي هوائي نطيف وسلس  للجناح.واستُخدِم سائل إزالة الجليد من الميثانول لسنوات عديدة لإزالة الجليد من الجناح الصغير والذيل من الطائرات العامة الصغيرة والمتوسطة الحجم وعادة ما يوضع باستخدام بخاخ صغير محمول باليد، ويمكن للميثانول إزالة الصقيع والجليد الأرضي فقط قبل الرحلة، والمونو-إيثيلين وبروبلين جلايكول هي منتجات بترولية غير قابلة للاشتعال وتوجد منتجات مماثلة بشكل شائع في أنظمة تبريد السيارات، وفي عام 1992 بدأت شركة أعمال البحر الميت في تسويق منتج لإزالة الجليد قائما على الأملاح والمعادن من البحر الميت.

## إزالة الجليد من الطائرات

### أنظمة تعمل بالهواء المضغوط
تراكم الثلج على متن الطائرات اثناء الطيران يحدث دائما على الحواف الأمامية للأجنحة والذيل والمحركات (بما في ذلك المراوح وشفرات المروحة)، وتستخدم الطائرات ذات السرعة المنخفضة غالبا أغطية مطاطية لإزالة الجليد من الحواف الأمامية للأجنحة والذيل أثناء الطيران، ويُنفخ الغطاء المطاطي بشكل دوري مما يؤدي إلى تكسر الجليد وتقشره، وبمجرد تشغيل النظام من قبل الطيار يكون التحكم تلقائيا في دورة الانتفاخ والتقلُص، وفي الماضي كان يعتقد أنه يمكن أن تفشل هذه الأنظمة إذا نُفخت قبل الأوان، على سبيل المثال: إذا شغل الطيار نظام إزالة الجليد قبل تكوّن طبقة سميكة من الثلج فإن الأغطية المطاطية ستخلق فجوة بين الحافة الأمامية والثلج المتكون، وتشير الأبحاث الحديثة إلى أن السدود ليست موجودة في الأغطية المطاطية الحديثة.

### الأنظمة الكهربائية
قد تستخدم بعض الطائرات عناصر مقاومة كهربائية ساخنه مضمنه في ورقة مطاطية مثبتة في الحواف الأمامية للأجنحة والأسطح الخلفية والحواف الأمامية للمروحة والحواف الأمامية لشفرات المروحية، وطُوّر نظام إزالة الجليد هذا بواسطة شركة المطاط الأمريكية عام 1943 وعادة ما تعمل هذه الأنظمة بشكل مستمر، وعند كشف الجليد فإنها تعمل أولا كنظام إزالة الجليد ثم كنظام مضاد للتجمد لاستمرار رحلة الطيران في حالات تساقط الثلوج. وتستخدم بعض الطائرات أنظمة إزالة الجليد التي تضخ مضاد التجمد مثل الكحول وبروبيلين جلايكول من خلال ثقوب صغيرة في أسطح الجناح وفي جذور ريش المروحية لصهر الجليد وجعل السطح مضاد لتراكم الجليد، والنظام الرابع الذي طورته وكالة ناسا يكتشف الثلج الموجود على السطح من خلال استشعار تغيّر في تردد الرنين، وبمجرد أن تحدد وحدة التحكم الإلكترونية أن الجليد قد تشكل يُضخ تيار كبير في محولات الطاقة لتوليد صدمة ميكانيكية حادة لتُكسّر طبقات الجليد وتجعله يتقشر.

### نظام الهواء الدافع
تستخدم العديد من طائرات النقل المدنية الثابتة الأجنحة الحديثة أنظمة مضادة للجليد على حافة الأجنحة الأمامية ومداخل المحرك ومسابر البيانات الجوية باستخدام الهواء الدافئ، ويُفّرغ هذا من المحركات ويُحوّل إلى تجويف أسفل السطح ليُزيل الجليد ويسخن الهواء الدافئ السطح لدرجة حرارة قليلة (أعلى من صفر درجة مئوية/32 درجة فهرنهايت) مما يمنع تراكم الجليد، فيعمل النظام بشكل تلقائي في حال دخول الطائرة وخروجها من حالات تساقط الثلج.

## الآثار البيئية والحد منها
أملاح إزالة الجليد مثل كلوريد الصوديوم وكلوريد الكالسيوم تتسرب في المياه الطبيعية وتؤثر بقوة على نسبة الملوحة، ومن المعروف أن إيثيلين جلايكول وبروبلين جلايكول يتطلبون مستويات عالية من طلب الأكسجين البيوكيميائي أثناء التحلل في المياه السطحية، ويمكن أن تؤثر هذه العملية سلبًا على الحياة البحرية من خلال استهلاك الأكسجين الذي تحتاجه الكائنات البحرية من أجل البقاء، وتُستَهلك كميات كبيرة من الأكسجين المذاب في عمود الماء عندما تتحلل الكائنات الميكروبية بسبب بروبلين جلايكول. وتعد مستويات الأكسجين المذاب الكافية في المياه السطحية أمرا بالغ الأهمية لنجاة الأسماك واللا فقاريات والكائنات البحرية الأخرى، وإذا انخفضت تركيزات الأكسجين إلى ما دون الحد الأدنى فإن الكائنات الحية تهاجر إذا استطاعت إلى مناطق ذات مستويات عالية من الأكسجين أو تموت في النهاية، ويمكن لهذا التأثير أن يقلل بشكل كبير من كمية البيئات البحرية الصالحة للاستخدام. ويمكن أن يؤدي انخفاض مستويات الاكسجين المذاب إلى تقليل المغذيات السفلية التي تهيئ الظروف التي تخدم تغيير تفاعلات الشبكة الغذائية. وفي حالة واحدة تسبب تساقط ثلوج كبير في أتلانتا في بداية يناير 2002 في حدوث فيضان مما أدى إلى تلويث نهر فلينت لفترة وجيزة بمطار أتلانتا، واستُخدمت بعض المطارات المعاد تدويرها سائل إزالة الجليد وفصل المياه والملوثات الصلبة مما يسمح بإعادة استخدام السوائل في تطبيقات أخرى، ويوجد في المطارات مرفق لمعالجة مياه الصرف الصحي في الموقع أو تُرسل السوائل المجموعة إلى محطة معالجة مياه الصرف الصحي أو إلى مرفق تجاري لمعالجة مياه الصرف الصحي، فتعد سُميّة سوائل إزالة الجليد من المخاوف البيئية ويجري البحث حاليا على بدائل أقل سُمّية (لا تعتمد على الجلايكول).